# Bahnhof Charles-de-Gaulle – Étoile
Die Station Charles-de-Gaulle – Étoile ist ein Tunnelbahnhof des Réseau express régional d’Île-de-France. Sie befindet sich unter der Place Charles de Gaulle und wird von der RER-Linie A bedient. An den Bahnhof angeschlossen ist die Station Charles de Gaulle - Étoile der Pariser Métro.

## Geschichte
Der Bahnhof wurde am 19. Januar 1970 mit der Inbetriebnahme des Westastes der Linie A zwischen La Défense und Étoile eröffnet. 1977 wurde die Strecke über Châtelet - Les Halles nach Nation verlängert und die Linie fertiggestellt.

## RER
- - nach Boissy-Saint-Léger (A2)
  - nach Marne-la-Vallée - Chessy (A4)
  - nach Saint-Germain-en-Laye (A1)
  - nach Cergy-le-Haut (A3)